# シアン化銀(I)
シアン化銀(I)（シアンかぎん いち、英: silver cyanide）は、化学式が AgCN で表される無機化合物である。この無色の物質は水溶液では銀イオンとシアン化物イオンに電離する。この沈殿段階は単体の銀を取り出すのに使われる。シアン化銀は …-Ag-C≡N-Ag-C≡N-… という連結構造を取っている。
銀イオンを含む溶液にシアン化ナトリウムを加えるとシアン化銀として沈殿する。沈殿は、過剰量のシアン化物または三級ホスフィンを加えることによって溶解する。
シアン化銀は他のアニオンと反応して錯体を形成する。また、いくつかのシアン化銀はルミネセンスである。